# North American A-36 Apache
North American A-36 Apache (một số nguồn còn gọi là "Invader", nhưng hay gọi là Mustang) là một phiên bản cường kích/ném bom bổ nhào của loại North American Aviation P-51 Mustang. Tổng cộng có 500 chiếc ném bom bổ nhào A-36 hoạt động ở chiến trường Bắc Phi, Địa Trung Hải, Ý và Trung Quốc-Miến Điện-Ấn Độ trong Chiến tranh thế giới II trước khi bị thải loại vào năm 1944.

## Quốc gia sử dụng
- Hoa Kỳ
  - Không quân Lục quân Hoa Kỳ
- Anh Quốc
  - Không quân Hoàng gia

## Tính năng kỹ chiến thuật (A-36A)
Dữ liệu lấy từ National Museum of the United States Air Force
Đặc điểm tổng quát
- Kíp lái: 1
- Chiều dài: 32 ft 3 in (9,83 m)
- Sải cánh: 37 ft 0,25 in (11,28 m)
- Chiều cao: 12 ft 2 in (3,71 m)
- Trọng lượng có tải: 10.000 lb (4.535 kg)
- Động cơ: 1 × Allison V-1710-87, 1.325 hp (988 kW)

 Hiệu suất bay 
- Vận tốc cực đại: 365 mph (315 kn, 590 km/h)
- Vận tốc hành trình: 250 mph (215 kn, 400 km/h)
- Tầm bay: 550 mi (478 nmi, 885 km)
- Trần bay: 25.100ft (7.650 m)

Trang bị vũ khí

- 6 × súng máy M2 Browning 0.50 in (12.7 mm)
- 1.000 lb (454 kg) bom